# Temnochila
Temnochila es un género de coleóptero de la familia Trogossitidae.

## Especies
Las especies de este género son:
- Temnochila acuta
- Temnochila aerea
- Temnochila alticola
- Temnochila baboensis
- Temnochila barbata
- Temnochila bedeli
- Temnochila belti
- Temnochila biolleyi
- Temnochila boliviensis
- Temnochila brevior
- Temnochila caerulea
- Temnochila chalcea
- Temnochila championi
- Temnochila chiriquensis
- Temnochila chlorodia
- Temnochila costaricensis
- Temnochila curta
- Temnochila davidi
- Temnochila derasa
- Temnochila diffinis
- Temnochila digitata
- Temnochila edentata
- Temnochila exarata
- Temnochila fraudulenta
- Temnochila galapagoensis
- Temnochila gemella
- Temnochila geminata
- Temnochila grandis
- Temnochila grouvellei
- Temnochila guatemalena
- Temnochila hubbardi
- Temnochila insignis
- Temnochila jansoni
- Temnochila japonica
- Temnochila jekeli
- Temnochila leveilloei
- Temnochila mexicana
- Temnochila miranda
- Temnochila nigritarsis
- Temnochila olivicolor
- Temnochila omolopha
- Temnochila parva
- Temnochila peninsularis
- Temnochila peruviana
- Temnochila planicollis
- Temnochila planipennis
- Temnochila polygonalis
- Temnochila portoricesis
- Temnochila proeterita
- Temnochila querula
- Temnochila reversa
- Temnochila rhyssa
- Temnochila rugulosa
- Temnochila sallei
- Temnochila salvini
- Temnochila sharpi
- Temnochila signoreti
- Temnochila slipes
- Temnochila smithi
- Temnochila subcylindrica
- Temnochila sulcifrons
- Temnochila sulcisternum
- Temnochila telemanensis
- Temnochila tristis
- Temnochila urbensis
- Temnochila variicolor
- Temnochila virescens
- Temnochila yuccae